# Hyalomma hystricis
Hyalomma hystricis är en fästingart som beskrevs av R.S. Dhanda och Huzefa A. Raja 1974. Hyalomma hystricis ingår i släktet Hyalomma och familjen hårda fästingar. Inga underarter finns listade i Catalogue of Life.